# Општина Булзешти (Долж)
Булзешти (рум. Bulzeşti) општина је у Румунији у округу Долж.
Oпштина се налази на надморској висини од 207 m.